# MacOS Big Sur
macOS Big Sur（版本11.0）是蘋果公司用於麥金塔桌面作業系統macOS的第17個主要版本，並且是macOS Catalina（版本10.15）的繼任版本。它於2020年6月22日的蘋果全球開發者大會（WWDC）上發布，並於2020年11月12日正式向公眾推出。
macOS Big Sur帶來了重新設計的用户界面。這也是首個支援Apple Silicon處理器的macOS版本。為了標記這種轉變，作業系統的主要版本號已從10遞升至11，這是自2000年以來的第一次。同時從本版本開始，macOS不再通過更新子版本號作為系統主要更新（例如10.x時期的macOS），而是改為與iOS相同以更新主要版本號碼作為系統主要更新。作業系統仍使用美國加州地標的慣例，其名稱來自位於加利福尼亚州中部海岸的大瑟爾。

## 發展歷史
為了說明在開發過程中蘋果公司從內部如何看待預先發布操作系統而提供的一些暗示，最初的Beta版本隨附的文件檔案將其版本稱為「10.16」，而使用所引用版本升級到Beta版本時，則為「10.16」。為了保持向後相容性，macOS Big Sur在軟體和瀏覽器的使用者代理中將自身定義為10.16。

## 支援裝置
跟macOS Catalina有所不同，Catalina支援著macOS Mojave所有支援的Mac標準配置，然而Big Sur放棄了對2012年和2013年所發布各種Mac裝置的支援。
Big Sur在以下Mac上運作： 
- MacBook：2015年早期及更新型號
- MacBook Air：2013年中期及更新型號
- MacBook Pro：2013年後期及更新型號
- Mac Mini：2014年後期及更新型號
- iMac：2014年中期及更新型號
- iMac Pro
- Mac Pro：2013年後期及更新型號
- 開發者遷移套件（DTK）

## 改變

### 設計
macOS Big Sur重塑使用者介面的設計，蘋果公司將其描述為自Mac OS X以來最大的設計改動，其變化包括界面中各個地方的半透明，一個新的調色板。所有標準應用程式以及Dock和選單欄均經過重新設計和精簡，而且其圖標就如iOS和iPadOS應用程式般具有圓角正方形的形狀。跟iOS相比，Big Sur的圖標包括更多陰影和強光部分以呈現3D外觀。其美學被描述為「新擬物化風格（Neumorphism）」，那是一個“新”和“拟物”的混成詞。系統聲音也會重新製作。
新的操作系統透過應用軟件開發包、SwiftUI及Catalyst，使第三方開發人員可以更輕鬆地將其用作應用程式的UI元素，還帶來跟蘋果公司的SF進一步整合，從而可以統一第三方應用程式使用現有蘋果公司製作的設計語言。

### 界面

#### 控制中心
一個用於Wi-Fi、藍芽、屏幕亮度和系統音量快速切換的界面已新增至選單欄中。該界面在功能和視覺上均類似於iOS和iPadOS的控制中心。

#### 通知中心
macOS Big Sur把跟iOS相似的通知中心帶來到了Mac上。通知中心經過重新設計，它還具有交互式通知和透明的用戶界面，還有一個類似於iOS 14的全新小工具系統，以顯示比從前更多的自訂功能的資訊。

### 系統

#### 支援由蘋果公司設計的處理器
蘋果公司計劃從macOS Big Sur開始，由沿用多年的Intel x86-64處理器轉為使用由蘋果公司自家設計基於ARM64的處理器，稱為「Apple Silicon」。macOS Big Sur是首個採用蘋果公司設計且提供支援的第一個發行版，適用於麥金塔電腦，那是從IntelMac向蘋果晶片遷移的關鍵部分。
尚未遷移至ARM架構的軟體將可透過Rosetta 2編譯以相容的方式執行。在演示影片中提到的晶片是蘋果公司自家製造的ARM處理器供開發者測試開發的Developer Transition Kit，當中用到的是跟新款iPad Pro相同型號的蘋果公司A12Z仿生。
2020年11月10日，蘋果公司宣布推出首款用於Mac的Apple Silicon處理器-Apple M1，且被使用於2020年末推出的Mac Mini、MacBook Air，和MacBook Pro。蘋果公司亦宣布該系統會在「接下來的幾年內」繼續支援搭載Intel處理器的Mac電腦，並且大多數尚未移植到ARM的Ｍac電腦上運作的軟體都可以使用Rosetta 2来转译，為Mac从PowerPC迁移至X86时期的Rosetta新版本。此外，苹果公司还推出了一种通用二进制格式——Universal 2，Universal 2允许开发者对应用程序打包，以便于他们可以同时在ARM64架构的Apple Silicon和x86架构的Intel处理器上原生运行。
macOS Big Sur需要至少4GB的記憶體，同時支援搭載Intel處理器和Apple Silicon系列處理器的Mac電腦。

#### 支援iOS和iPadOS應用程式
在基於蘋果公司晶片的Mac上，macOS Big Sur將會在本機執行iOS和iPadOS應用程式，而無需開發人員進行任何修改。首批能夠做到這一點的Mac電腦是2020年末的MacBook Air M1、2020年的Mac Mini，以及2020年末的MacBook Pro M1（兩個端口）。蘋果公司指大多數應用程式都可以在無需修改的狀況下運作。

#### 簽名系統宗卷
為了防止篡改，系統宗卷為數碼簽署。這包括為系統宗卷上的每個文件添加SHA-256的雜亂資訊。

#### 軟體更新
軟體更新可以在電腦重新啟動之前於後台開始，因此需要更少的停機時間來完成。由於系統文件是經過加密簽名的，因此更新軟體可以依靠它們在精確的位置進行，允許它們有效地更新。

#### Spotlight
Spotlight是Mac OS X Tiger中引入的檔案系統索引和搜索機制，其速度更快，界面也得到了改進。Spotlight現在是Safari、Pages和Keynote中的默認搜索機制。

#### Time Machine
Time Machine是Mac OS X Leopard中引入的備份機制，除了HFS+格式的驅動器外，現在可以備份至蘋果檔案系統（APFS）格式的驅動器。蘋果公司的macOS 11 Beta的發行說明文件指：「默認情況下，新的本機和網絡Time Machine備份目標格式為APFS。Time Machine將會繼續備份至現有的HFS備份宗卷。」

#### 加密
macOS Big Sur支援文件等級的加密。先前的macOS版本僅支援整個卷宗等級加密。截至2020年6月，此功能已知可跟基於Apple Silicon的Mac相容。目前尚不清楚它是否跟基於Intel的Mac電腦相容。

### 其他轉變
- 加入法語—德語、印尼語—英語、日語—簡體中文，和波蘭語—英語的雙語詞典；
- 為中國及日本用戶提供更好的預測輸入；
- 適用於印度用戶的新字體；
- 「正在播放」小工具已從通知中心移至選單欄；
- 播客「立即收聽」功能；
- 顯著的FaceTime手語；
- 網絡實用工具已被棄用；
- 預設情況下，macOS啟動聲音將被啟用（在最新版本的macOS中，預設情況下已將其禁用），並在「系統偏好設定」中增加了一個選項來啟用或禁用此功能[29]。

## 應用程式特點

### App Store
Mac App Store的改進和新功能包括： 
- 專用於應用程式隱私信息的部分；
- 新的Safari擴展類別；
- 第三方通知中心小工具；
- 家庭共享的應用程式訂閱。

### 地圖
- 首先在iOS 13版本的Google Maps中實現「環顧四周（英语：Apple Look Around）」互動式街道360°全景圖，已納入到macOS版本的「地圖」中；
- 可供騎單車人士使用的指示；
- 電動汽車路線選擇，基於跟充電站的接近程度以及對電池電量的監控（在某些車型上）；
- 探索新地方的指南。

### 訊息
訊息的應用程式基於蘋果公司的Catalyst技術重新編寫。這使該應用程式與其iOS對應版本具有相同的功能。除了精緻的設計外，訊息的應用程式還帶來了： 
- 在iOS，iPadOS和macOS之間同步最多可固定9個對話的訊息；
- 訊息搜尋；
- 姓名和照片分享；
- 群組聊天相片的標誌；
- 個人提及；
- 內聯回覆；
- Memoji貼圖和編輯器；
- 一個新的相片選擇器；
- 適用於印度用戶的本地化訊息效果；

### 備忘錄
- 可折疊固定部分；
- 快速文字樣式和格式選項；
- 掃描增強功能；

### 照片
- 新的編輯功能；
- 經改進的潤飾工具；
- 在視圖中具新的縮放功能；

### Safari
Big Sur预装了Safari 14,同时在2020年9月16日，Apple向macOS Catalina和macOS Mojave發布了Safari 14，當中包括了：
- 一個新的可自訂的開始頁；
- 經改良的標籤設計；
- 內置網頁翻譯，支援英語、西班牙語、德語、法語、俄語、中文和葡萄牙語。該功能目前處於測試階段，而在macOS Catalina和Mojave中將不可用[31]；
- 新的隱私功能，例如「隱私報告」；
- 密碼監控，會通知用戶密碼洩露；
- 更好的表現和電源效率；
- 擴展隱私管理；
- 支援WebExtensions API；
- 頁面預覽；
- 從Chrome導入密碼；
- 在Mac上使用蘋果公司T2晶片支援Netflix与Disney+的4KHDR內容（英语：High-dynamic-range video）[32]；
- 支援VP9解碼，允許來自YouTube的4K和HDR內容的來回播放；
- 支持WebP圖像格式；

新版本的Safari於其使用壽命結束前三個月也終止了對Adobe Flash Player的支援，這也是跟史蒂夫·喬布斯「關於Flash的想法」相隔10年；

### 在macOS 11 Big Sur中找到的其他應用程式
- AirPort實用程序
- 存檔實用程序
- 音頻MIDI設定
- 自動化程式
- 藍牙檔案交換
- Books
- 開機切換
- 計算機
- 行事曆
- 西洋棋
- ColorSync實用程序
- 系統監視程式
- 通訊錄
- 辭典
- 數碼色度計（英语：Digital Color Meter）
- 磁碟工具程式
- DVD播放程式
- FaceTime
- 尋找
- 字體簿
- GarageBand（可能未預先安裝）
- 繪圖儀（英语：Grapher）
- Home
- iMovie（可能未預先安裝）
- 影像擷取
- 鑰匙串
- Keynote（可能未預先安裝）
- 郵件
- 系統移轉輔助程式（英语：Migration Assistant (Apple)）
- 音樂
- 新聞（僅適用於澳洲、加拿大、英國及美國）
- Numbers（可能未預先安裝）
- Pages（可能未預先安裝）
- Photo Booth
- 播客
- 預覽程式
- QuickTime播放器
- 提醒事項
- 屏幕截圖（自Mojave继承在High Sierra中的抓圖（英语：Grab (software)））
- AppleScript編輯器
- 便條紙
- 股市
- 系統資訊（英语：System Information (Mac)）
- 終端機
- 文字編輯
- Time Machine
- TV
- 語音備忘錄
- 旁白
- XQuartz（可能未預先安裝）

## 已移除的應用程式功能
- 通知中心中的計算機小工具[33]；
- 可從選單欄移除時鐘的功能；
- 对Adobe Flash Player的支援[34]；
- 在「系統偏好設定」中切換平滑字體的選項[35]；

## 批評
Big Sur的推出帶來了幾個問題。升級至Big Sur的最初公開發行版（版本11.0.1）將使某些電腦變磚，使它們無法使用。當中許多都是2013年和2014年的MacBook Pro，儘管在2019年的MacBook Pro和iMac也發現到相同問題。最初版本的推出還破壞了蘋果公司的應用程式公證流程，甚至在未運行Big Sur的裝置上也會導致速度下降。使用者們回報其更新速度很慢，甚至可能無法安裝。由於Gatekeeper的問題，macOS Catalina和Big Sur的應用程式所需的加載時間很長。
由於2019冠狀病毒病疫情的持續，這意味著使用著很難到訪蘋果公司商店以修復他們的電腦。不久之後，蘋果公司發布了一系列步驟以解釋這些Mac電腦該怎樣恢復。
據報，在Big Sur的早期版本上運行某些蘋果公司的應用程式可繞過防火牆，引發了隱私和安全問題。macOS Big Sur 11.2發行版解決了上述問題，該版本刪除了內置程式的白名單。相反，安全專家報告說，每次Big Sur運作時都會檢查應用程式的證書，從而降低了系統性能。有報告指操作系統會將每個程式運行的時間和執行的無用資訊發送回蘋果公司。蘋果公司回應指，該過程是保護用戶免受Mac App Store外部下載的應用程式中嵌入的惡意軟體影響的一部分。
一些使用者回報將外部顯示器連接至運行Big Sur 11.1和11.2的Mac電腦出現的問題。

## 脆弱性
2021年，有報告指兩種惡意軟體代碼感染了macOS，並同時包含了x86-64和ARM64代碼。第一個在2021年初被發現，而第二個是在2021年2月於將近30,000台Mac電腦上檢測到的銀雀。

## 發布歷程
用於英特爾Mac的公眾發行版本始於11.0.1。11.0版本已預先安裝於M1晶片的Mac上，而蘋果公司建議使用此版本的用戶更新至版本11.0.1。
|  | 過往預覽版本 |  | 最新公開預覽版本 |  | 最新開發者預覽版本 |

| 版本    | 組建編號 | 發布日期       | Darwin版本                        | 發布說明          | 備註                                                               |
| ------- | -------- | -------------- | --------------------------------- | ----------------- | ------------------------------------------------------------------ |
| 11.0    | 20A2411  | 2020年11月17日 | 20.1.0 xnu-7195.41.8~9            | 不適用            | 預先安裝於2020年的M1 MacBook Air，M1 MacBook Pro和M1 Mac Mini上。  |
| 11.0.1  | 20B29    | 2020年11月12日 | 20.1.0 xnu-7195.50.7~2            | 安全更新          | 初始公開發行                                                       |
| 11.0.1  | 20B50    | 2020年11月19日 | 20.1.0 xnu-7195.50.7~2            |                   | 適用於所有Mac機型（除了2013年末和2014年中期的13英寸MacBook Pro）   |
| 11.1    | 20C69    | 2020年12月14日 | 20.2.0 xnu-7195.60.75~1           | 發行說明 安全更新 |                                                                    |
| 11.2    | 20D64    | 2021年2月2日   | 20.3.0 xnu-7195.81.3~1            | 發行說明 安全更新 |                                                                    |
| 11.2.1  | 20D74    | 2021年2月10日  | 20.3.0 xnu-7195.81.3~1            | 安全更新          |                                                                    |
| 11.2.1  | 20D75    | 2021年2月16日  | 20.3.0 xnu-7195.81.3~1            | 安全更新          | 修復了可用空間不足的安裝可能會導致完整安裝程序專有的數據丟失的錯誤 |
| 11.2.2  | 20D80    | 2021年2月26日  | 20.3.0 xnu-7195.81.3~1            | 不適用            |                                                                    |
| 11.2.3  | 20D91    | 2021年3月9日   | 20.3.0 xnu-7195.81.3~1            | 安全更新          |                                                                    |
| 11.3    | 20E232   | 2021年4月27日  | 20.4.0 xnu-7195.101.1~3           | 發行說明 安全更新 |                                                                    |
| 11.3.1  | 20E241   | 2021年5月4日   | 20.4.0 xnu-7195.1 20F5065a 01.2~1 | 安全更新          |                                                                    |
| 11.4    | 20F71    | 2021年5月25日  | 20.5.0 xnu-7195.121.3~9           | 發行說明 安全更新 |                                                                    |
| 11.5    | 20G71    | 2021年7月22日  | 20.6.0 xnu-7195.141.2~5           | 發行說明 安全更新 |                                                                    |
| 11.5.1  | 20G80    | 2021年7月27日  | 20.6.0 xnu-7195.141.2~5           | 發行說明 安全更新 |                                                                    |
| 11.5.2  | 20G95    | 2021年8月12日  | 20.6.0 xnu-7195.141.2~5           | 發行說明          |                                                                    |
| 11.6    | 20G165   | 2021年9月14日  | 20.6.0 xnu-7195.141.6~3           | 發行說明 安全更新 |                                                                    |
| 11.6.1  | 20G165   | 2021年10月26日 | 20.6.0 xnu-7195.141.8~1           | 發行說明 安全更新 |                                                                    |
| 11.6.2  | 20G314   | 2021年12月14日 | 20.6.0 xnu-7195.141.14~1          | 發行說明 安全更新 |                                                                    |
| 11.6.3  | 20G415   | 2022年1月27日  | 20.6.0 xnu-7195.141.19~2          | 發行說明 安全更新 |                                                                    |
| 11.6.4  | 20G417   | 2022年2月15日  | 20.6.0 xnu-7195.141.19~2          | 發行說明          |                                                                    |
| 11.6.5  | 20G527   | 2022年3月15日  | 20.6.0 xnu-7195.141.26~1          | 發行說明 安全更新 |                                                                    |
| 11.6.6  | 20G624   | 2022年5月17日  | 20.6.0 xnu-7195.141.29~1          | 發行說明 安全更新 |                                                                    |
| 11.6.7  | 20G630   | 2022年6月10日  | 20.6.0 xnu-7195.141.29~1          | 發行說明          |                                                                    |
| 11.6.8  | 20G730   | 2022年7月21日  | 20.6.0 xnu-7195.141.32~1          | 發行說明 安全更新 |                                                                    |
| 11.7    | 20G817   | 2022年9月12日  | 20.6.0 xnu-7195.141.39~2          | 發行說明 安全更新 |                                                                    |
| 11.7.1  | 20G918   | 2022年10月24日 | 20.6.0 xnu-7195.141.42~1          | 發行說明 安全更新 |                                                                    |
| 11.7.2  | 20G1020  | 2022年12月13日 | 20.6.0 xnu-7195.141.46~1          | 發行說明 安全更新 |                                                                    |
| 11.7.3  | 20G1116  | 2023年1月23日  | 20.6.0 xnu-7195.141.49~1          | 發行說明 安全更新 |                                                                    |
| 11.7.4  | 20G1120  | 2023年2月15日  | 20.6.0 xnu-7195.141.49~1          | 發行說明 安全更新 |                                                                    |
| 11.7.10 | 20G1427  | 2023年9月11日  | 20.6.0 xnu-7195.141.49~1          | 發行說明 安全更新 |                                                                    |